# Kerese István
Kerese István (Pécs, 1911. augusztus 13. – Budapest, 1981. május 31.) biokémikus, gyógyszerész, fehérjeanalitikus.
Mozgalmas életútja folyamán dolgozott Pécsett, Budapesten és Szegeden is, sokféle tevékenysége során kiemelkedő eredményeket ért el bőripari kutatótevékenységével, és a táplálék- és takarmányfehérjék in vitro lebonthatóságának vizsgálata terén is.

## Tanulmányai, életútja
Szülei tisztviselők voltak. Elemi- és középiskoláit szülővárosában végezte, érettségi után, 1929-ben a gyógyszerészi pályára ment, oklevelét 1933-ban, Budapesten szerezte meg.
Ezt követően beiratkozott a pécsi Erzsébet Tudományegyetem bölcsészeti karára, ahol természettudományi tárgyakat hallgatott. 1937-ben a természettudós-biológus Gorka Sándornál szerezte meg a bölcsészdoktorátust, biológia főtárgyból (dolgozatának tárgya a vitaminoknak a papucsállatka osztódási sebességére gyakorolt hatásának tanulmányozása volt, disszertációjának címe: Vitaminhatások a paraméciumokon).
1959-ben a bécsi székhelyű Nemzetközi Atomenergia-ügynökség (IAEA) ösztöndíjával fél évig Münchenben, a Technische Hochschule Radiokémiai Intézetében, majd a Max-Planck-Institut für Eiweiß- und Lederforschungban folytatott radiokémiai és fehérjeanalitikai kutatásokat.
1960. május 1-jén a Magyar Tudományos Akadémia Tudományos Minősítő Bizottságától megkapta bőripari technológia témakörből a műszaki tudományok kandidátusa címet (dolgozata: A meszezés hatása a pőre duzzadási feszességére, bírálók: Tóth Géza a kémiai tudományok doktora, és Vágó György a kémiai tudományok kandidátusa).
1974-ben a szegedi József Attila Tudományegyetemen címzetes egyetemi docens elismerést kapott.
Szakmája iránti szeretetét és elhivatottságát jól jellemezte az otthonában kialakított több ezer szócikkből álló kartotékrendszere: a különböző nyelvű nemzetközi szaklapokban, folyóiratokban általa olvasott tudományos cikkeket katalogizálta, és azokból négy, oldalukon perforált (az 1990-es évekig a könyvtárakban használatos) lyukkártyákra magyar nyelvű referátumokat írt, melyek így különböző szempontok szerint csoportosítva (témakör, kulcsszavak, megjelenés stb.) könnyen kereshetőek, szűrhetőek voltak. Szintén szakmai különlegesség volt az a lakásában felállított, saját maga által fejlesztett oszlopkromatográfiás készüléke, amit szabadalmaztatni szándékozott.
Német és angol nyelven is kutatott, de tanulta a latin és ógörög nyelveket is, illetve értett oroszul és olaszul is.
Már 25 éves kora előtt bekapcsolódott a Mecsek Egyesület munkájába. 1936-ban az egyesület alelnöke Reuter Camillo ideggyógyász professzor és amatőr botanikus lett, ekkortól Kerese a Természetvédelmi Szakosztály titkáraként Horvát Adolf Olivér elnök mellett látott el szervezői feladatokat.
Később is, amikor szülővárosában járt, nagy szeretettel gondolt vissza ottani emlékeire.
Titkára volt a Szent István Akadémiának, az 1915-ben alapított tudományos testületnek, amelynek virágkora a két világháború közötti időszakra tehető.
Egész életét végigkísérte zeneszeretete, ami ifjabb éveiben Pécsett műkedvelő vonósnégyesével történő fellépésekben, és sok évtizedes amatőr zenélésében is megnyilvánult. Otthoni zenehallgatás közben szívesen követte a zeneműveket partitúrából, sőt ilyenkor gyakran „kísérte” is saját hangszerével a zenekart. Több száz darabos lemez- és kottagyűjteménnyel rendelkezett, hegedűn és brácsán játszott. Zenei könyvtára is több száz kötetből állt, melyben nagy hangsúlyt kaptak a Mozart életével és művészetével foglalkozó könyvek. Zenei érdeklődésére jellemző volt, hogy azért kezdett el olaszul tanulni, hogy az operákat eredeti nyelvükön élvezhesse.
Három házasságából három gyermeke született, lánya kertészmérnök, nagyobbik fia villamosmérnök, a kisebbik informatikus.
1981. május 31-én Budapesten hunyt el.

## Szakmai pályája

A Petőfi Gyógyszertár pultjánál

### Petőfi Patika (1933–1941, Pécs)
1933-ban Pécsett a Fridrich Sándor-féle Petőfi patikában helyezkedett el, laboratóriumi munkakörben. Munkája mellett – egyéni érdeklődése folytán – kísérleti munkákkal is foglalkozott (Gyors eljárás az Acidum hydrochloricum dil. ellenőrzésére, Gyógyszerészi Közlöny 1941. 57. 93).

### Richter Gyógyszergyár (1941–1944, Budapest)
1941-től 1944. augusztus 31-ig Budapesten, a kőbányai Richter Gedeon Vegyészeti Gyárban előbb osztályvezetőként, majd üzemvezetőként kapott alkalmazást. Mindennapi tevékenysége mellett kísérleteket végzett a máj antiperniciózus faktorának adszorpciós kromatográfiás eljárással történő tisztítására is.

### Fridrich Gyógyszertár (1944–1946, Pécs)
1944-től ismét a pécsi Petőfi patikában tevékenykedett, gyógyszerészként.
A második világháború idején Pécsett az élelmiszerhiánnyal párhuzamosan súlyos gyógyszerhiány alakult ki. A Svéd Vöröskeresztet képviselő Vörös Márton (aki egyébként Pécs főlevéltárnoka is volt) közreműködésével "Svéd Vöröskereszt biokémiai laboratóriuma" néven kialakítottak egy kutatólabort a Ráth Mátyás utca 13. (ma József Attila utca) alatt, ahol Kerese István két a város által biztosított alkalmazottal és több diák (pl. Dr. Krisztián Béla, később a PTE címzetes egyetemi tanára) segítségével a vágóhídi és a szovjet sereg marhavágásának hasnyálmirigyéből inzulint állított elő (később a termelés beindulását követően pedig glandubolint is).

### Pécsi Tudományegyetem (1946–1948, Pécs)
1946 őszén a Pécsi Egyetem Orvostudományi Karán, a Gyógyszertani és Kórtörténeti Intézetében kinevezték tanársegédnek, a nemzetközi hírű intézetvezető Mansfeld Géza akadémikus, farmakológus professzor mellé. (Mansfeld 1934-ben rektor volt, 1944 márciusában Auschwitzba vitték, ahonnan 1945 júniusában tért vissza Pécsre, s az 1945/46-os tanévben dékán lett, majd 1947-ben Budapestre költözött, ekkor Méhes Gyula egyetemi tanár követte a Farmakológiai Intézet élén.)
Munkája mellett szénhidrát-anyagcserével kapcsolatos kísérletekkel foglalkozik.

### Első Pécsi Bőrgyár (1948–1956, Pécs)
1948-ban a nagyvállalatok államosítása után a Pécsi Bőrgyár laboratóriumába került, amelynek 1956. szeptember 19-ig a vezetője volt. Itt a baranyai vegyészek neves szellemi irányítójaként ismert Tóth Géza egyetemi magántanár, a kémiai tudományok doktora (Zechmeister László tanítványa) munkatársaként sajátíthatta el a bőripari vegyészet speciális alapjait. (Tóth a Pécsi Bőrgyár tudományos tanácsadójaként – számos eljárás és szabadalom kidolgozása révén – a bőripari kémia elismert szaktekintélyének számított.) Munkája során elsődlegesen a bőrgyártás fiziko-kémiai kérdéseivel, technológiai feladatok megoldásának kísérleteivel és a pőre duzzadásának kolloid-kémiai vizsgálatával foglalkozott.
- 1956 októberének végén három év időtartamú munkára az NDK-ba kellett volna utaznia, de ezt a közbejött forradalmi események megakadályozták.

### Bőripari Kutató Intézet (1956–1967, Budapest)
1956. december 1-től a budapesti Bőripari Kutató Intézetben dolgozott mint tudományos munkatárs, ahol részben a cserzést megelőző gyártási folyamatok során a bőrben lejátszódó fehérjekémiai változások vizsgálatával (post mortem jelenségek szerepe, ionadszorpció befolyása a kollagén duzzadási jelenségeire), részben pedig kollagén rostrekonstruálási kísérletekkel foglalkozott. Orvosok bevonásával kísérleteket végzett lebontott bőr oldatából származó rekonstruált kollagénrostok között bifunkcionális reagensek alkalmazásával keresztkötések kialakítására, és ezáltal sebészeti célra alkalmas kollagén-szövet nyerésére.
1958-tól kinevezték az izotóplaboratórium vezetőjévé, ahol részt vett az ott folyó különböző, a bőrgyártás kémiai folyamatait érintő radioizotópos nyomjelzéses munkákban.
Laborvezetése alatt kezdett kiépülni a KFKI területén az MTA Izotópkutató Intézete, ahonnan eszközpark és tapasztalatok híján szívesen jártak át hozzá a szerves kémiai osztály munkatársai (Bursics László, Szarvas Tibor, Tanács Béla stb.).

### Max-Planck-Institut (1965, München)
1965-ben a Deutsche Akademische Austauschdienst meghívására fél évig fehérje-analitikai kutatómunkát végzett az említett müncheni kutatóintézetben. Laboratóriumukban az alábbi biokémiai munkák folytak:
- 14C-vel jelzett kollagén nyerése bioszintézissel
- bőrfehérjék frakcionálása
- a kollagén frakcionált lebontása és teljes oldatbevitele enzimatikus úton
- kollagénoldatból rekonstituált rostokban keresztkötések kialakítása in vitro.

Ezen kutatásokhoz a következő fehérjeanalitikai vizsgálati módszereket használták:
- fehérjék és peptidek elválasztása ioncserélő gyantán és géleken oszlopos kromatográfiával
- fehérjék és peptidek analitikai (gél és disc) és preparativ (hordozómentes) elektroforézise
- automatikus aminosav-meghatározás
- végcsoport-aminosav meghatározások (DNP, dansyl, Akabori)
- aminosav szekvencia (Edmann) vizsgálatok

### Állatorvostudományi Egyetem (1967–1971, Budapest)
1967. december 1-től kikéréssel átkerült az Állatorvostudományi Egyetem Takarmányozástani Tanszékére mint tudományos munkatárs, ahol bevezette a korszerű takarmányfehérje-analitikai értékelést.
Kiterjedt kutatómunkát indított a különböző takarmányfehérjét vizsgáló módszerek eredményei és a takarmányfehérjék hasznosulása közötti összefüggések, és ennek eredményeként a legcélszerűbb metodika megállapítására.
A hazai takarmányfehérje-import csökkentését célozza a három gyárba is bejelentett újítási javaslata, mely a bőrgyárak vizes műhelyeinek bőrhulladékát takarmányfehérjévé való feldolgozásra javasolja, az általa kidolgozott technológia alapján.

### József Attila Tudományegyetem (1969–1981, Szeged)
1969-től haláláig Szegeden, a József Attila Tudományegyetem Biokémiai Tanszékén Matkovics Béla tanszékvezető professzor meghívására a Fehérjevizsgálati módszerek tárgy előadója volt.

### Nyugdíjas évek (1971–)
- Szakértőként a bicsérdi Takarmánytermesztési Kutató Intézetben (Kurnik Ernő),[21] a Phylaxia Oltóanyagtermelő Intézetben, 1979-ig Kaposváron az akkori Állattenyésztési Főiskolán (Wöller László), és a Chinoin Gyógyszergyárban is kamatoztatta sokrétű gyakorlati tudását, laboratóriumi tapasztalatait.
- Az 1970-es évek közepén a svéd Pharmacia Gyógyszerkutató meghívására hosszabb időt töltött Svédországban.

## Egyéb tudományos tevékenysége
- Aktív szerepet töltött be a Magyar Kémikusok Egyesületének életében.
- 1964-től részt vett a quedlinburgi Arbeitskreis für Eiweiß Analytik munkáiban.
- 1966-tól részt vett a rostocki Oskar-Kellner-Institut által koordinált KGST összehasonlító aminosav-vizsgálatokban.
- 1969-ben megszervezte a MÉM-hez (Mezőgazdasági és Élelmezésügyi Minisztérium) tartozó fehérje-vizsgáló laboratóriumok részvételével az 1. Aminosav-meghatározás összehasonlító vizsgálatokat, amelyek a laboratóriumok metodikájának fejlesztését szolgálták.
- Felkért opponens volt kandidátusi bírálóbizottságokban[22]
- Az előkészítés alatt álló Táplálék- és takarmányfehérjék laboratóriumi vizsgálata című könyve halála miatt már nem jelenhetett meg.

## Kitüntetései
- A Könnyűipar Kiváló Dolgozója (1963)
- American Chemical Society (1976)

## Emlékezete
- Radomír Lásztity: Amino Acid Composition and Biological Value of Cereal Proteins című könyvének a 238. oldalán az alábbi köszönetnyilvánítás jelenik meg angol nyelven: „A szerzők mindig emlékezni fognak azokra az értékes beszélgetésekre, melyeket a néhai dr. Kerese Istvánnal volt lehetőségük folytatni a témáról”.(The authors will always remember those valuable discussions wich they had the opportunity to lead with the late dr. Istvan Kerese about the subject.)[23]
- A Szegeden 1996. január 24-től 26-ig megrendezésre került XXVII. Kromatográfiás Továbbképző Tanfolyam szervezésekor névadóként a szervezőkben elsősorban Kerese István – mint egyik alapító – neve merül fel.[24]
- A Pécsi Szemle 2000-ben Pécs tudós gyógyszerészei című cikkében ismerteti Kerese István életrajzát[25]
- A Magyar Gyógyszerésztudományi Társaság Gyógyszerészet című szakmai folyóiratában Neves pécsi kutató gyógyszerészek címmel jelenik meg 2001-ben egy életrajzi írás.[26]
- A Dél-Dunántúl neves gyógyszerészei című, 2014-ben megjelent enciklopédikus kötetben bemutatják életét és munkásságát.[27]
- Az Egymásért vagyunk című, 2020-ban megjelent tudománytörténeti összeállításban munkásságára történő visszatekintés jelenik meg.[28]
- Neve megjelenik számos életrajzi adatbázisban,[29][30][31] születésének illetve halálának évfordulójáról rendszeresen megemlékeznek szakmai fórumokon.[32][33][34][35][36][37]

## Művei

Fehérjevizsgálati módszerek, 1975

- Fehérjevizsgálati módszerek (296 oldal, Műszaki Könyvkiadó, 1975) ISBN 9789631007251
- Táplálék- és takarmányfehérjék laboratóriumi vizsgálata (befejezetlen, halála miatt nem került kiadásra)
- Methods of protein analysis (371 oldal angol nyelven, Ellis Horwood, 1984) ISBN 9780853121763
- VI. Biokémiai vándorgyűlés (Magyar Kémikusok Egyesülete, 1964)
- Számos, nemzetközi folyóiratban megjelent fehérjeanalitikai publikáció, több mint 30 tudományos közlemény